# José de Buschental
José de Buschental (Estrasburg, 1802 - Londres, 1870) fou un diplomàtic i empresari uruguaià d'origen francès. Va ser el primer ambaixador de l'Uruguai a Europa, durant el govern del president José Longinos Ellauri.